# Carduus ibicensis
Carduus ibicensis là một loài thực vật có hoa trong họ Cúc. Loài này được (Devesa & Talavera) Rosselló & N.Torres mô tả khoa học đầu tiên năm 2005.